# Diocesi di Tibú
La diocesi di Tibú (in latino: Dioecesis Tibuensis) è una sede della Chiesa cattolica in Colombia suffraganea dell'arcidiocesi di Nueva Pamplona. Nel 2022 contava 224.000 battezzati su 230.000 abitanti. È retta dal vescovo Israel Bravo Cortés.

## Territorio
La diocesi abbraccia parte del dipartimento colombiano di Norte de Santander. Comprende per intero i comuni di Tibú, El Tarra e Puerto Santander, e in parte quelli di Cúcuta, Sardinata, El Zulia, El Carmen, Convención e Teorama.
Sede vescovile è la città di Tibú, dove si trova la cattedrale di San Luigi Bertrán.
Il territorio si estende su una superficie di 7.840 km² ed è suddiviso in 17 parrocchie.

## Storia
La prelatura territoriale di Bertrania en el Catatumbo fu eretta il 1º agosto 1951 con la bolla In nimium territorium di papa Pio XII, ricavandone il territorio dalle diocesi di Nueva Pamplona (oggi arcidiocesi) e di Santa Marta.
Il 16 novembre 1983 cambiò nome a favore di prelatura territoriale di Tibú, comune istituito nel mese di novembre del 1977 e che includeva la primitiva sede prelatizia di Bertrania.
Il 29 dicembre 1998 la prelatura territoriale è stata elevata al rango di diocesi con la bolla Quam provido di papa Giovanni Paolo II.

## Cronotassi dei vescovi
Si omettono i periodi di sede vacante non superiori ai 2 anni o non storicamente accertati.
- Sede vacante (1951-1953)

- Juan José Díaz Plata, O.P. † (13 settembre 1953 - 2 agosto 1979 deceduto)
- Jorge Leonardo Gómez Serna, O.P. (9 ottobre 1980 - 6 marzo 1986 nominato vescovo di Socorro e San Gil)[1]
- Horacio Olave Velandia † (23 gennaio 1988 - 17 marzo 1988 deceduto)
- Luis Madrid Merlano (21 maggio 1988 - 19 aprile 1995 nominato vescovo di Cartago)
- José de Jesús Quintero Díaz (5 gennaio 1996 - 23 ottobre 2000 nominato vicario apostolico di Leticia[2])
- Camilo Fernando Castrellón Pizano, S.D.B. (23 aprile 2001 - 2 dicembre 2009 nominato vescovo di Barrancabermeja)
- Omar Alberto Sánchez Cubillos, O.P. (8 giugno 2011 - 12 ottobre 2020 nominato arcivescovo di Popayán)[3]
- Israel Bravo Cortés, dal 5 novembre 2021

## Statistiche
La diocesi nel 2022 su una popolazione di 224.000 persone contava 230.000 battezzati, corrispondenti al 97,4% del totale.
| anno | popolazione | popolazione | popolazione | presbiteri | presbiteri | presbiteri | presbiteri                | diaconi | religiosi | religiosi | parrocchie |
| anno | battezzati  | totale      | %           | numero     | secolari   | regolari   | battezzati per presbitero | diaconi | uomini    | donne     | parrocchie |
| ---- | ----------- | ----------- | ----------- | ---------- | ---------- | ---------- | ------------------------- | ------- | --------- | --------- | ---------- |
| 1956 | 25.000      | 25.000      | 100,0       | 10         |            | 10         | 2.500                     |         |           | 6         | 4          |
| 1968 | 35.866      | 37.390      | 95,9        | ?          |            |            | ?                         |         | 1         | 11        | 6          |
| 1976 | 155.040     | 160.000     | 96,9        | 8          | 2          | 6          | 19.380                    |         | 7         | 4         | 7          |
| 1980 | 175.500     | 195.000     | 90,0        | 12         | 8          | 4          | 14.625                    |         | 5         | 7         | 9          |
| 1990 | 206.000     | 216.000     | 95,4        | 15         | 10         | 5          | 13.733                    | 1       | 7         | 36        | 13         |
| 1999 | 195.000     | 199.000     | 98,0        | 20         | 16         | 4          | 9.750                     | 1       | 5         | 33        | 16         |
| 2000 | 195.000     | 199.000     | 98,0        | 17         | 15         | 2          | 11.470                    | 1       | 2         | 33        | 16         |
| 2001 | 195.000     | 199.000     | 98,0        | 21         | 19         | 2          | 9.285                     | 1       | 2         | 33        | 16         |
| 2002 | 180.000     | 190.000     | 94,7        | 19         | 16         | 3          | 9.473                     | 1       | 4         | 30        | 14         |
| 2003 | 180.000     | 190.000     | 94,7        | 22         | 18         | 4          | 8.181                     | 1       | 5         | 30        | 14         |
| 2004 | 180.000     | 190.000     | 94,7        | 20         | 16         | 4          | 9.000                     | 1       | 4         | 34        | 14         |
| 2011 | 218.000     | 229.800     | 94,9        | 23         | 18         | 5          | 9.478                     | 1       | 5         | 30        | 16         |
| 2014 | 146.000     | 206.000     | 70,9        | 25         | 20         | 5          | 5.840                     | 1       | 10        | 12        | 17         |
| 2017 | 192.150     | 197.200     | 97,4        | 27         | 22         | 5          | 7.116                     | 1       | 14        | 23        | 17         |
| 2020 | 206.000     | 212.275     | 97,0        | 25         | 22         | 3          | 8.240                     | 1       | 7         | 11        | 17         |
| 2022 | 224.000     | 230.000     | 97,4        | 28         | 23         | 5          | 8.000                     | 1       | 12        | 10        | 17         |